# Pere Puigbert Esponellà
Pere Puigbert i Esponellà (Ventalló, Alt Empordà, 1983) és un realitzador i editor audiovisual català.
Ha dirigit diversos films, ha treballat en l'àmbit de la televisió, així com en l'edició de documentals, entre d'altres del llargmetratge Entre Maestros-. És professor a l'Escola de Realització Audiovisual i Multimèdia (ERAM) de la Universitat de Girona.
Entre les seves obres destaca la pel·lícula El vent que ens mou, premiada com a millor documental DOC.españa a la 66a SEMINCI de Valladolid, i al 25è Festival DocsBarcelona amb el Premi Latitud. La pel·lícula és una experiència sensorial a la terra del vent, a l'Empordà, que revela l’ànima d’una cultura que traspassa fronteres i generacions amb la força universal de la naturalesa.
Molts dels seus altres treballs han estat també estrenats en televisió i seleccionats i premiats en diversos festivals, així com formant part de programacions en diversos museus.

## Filmografia
- 2021: El vent que ens mou: pel·lícula documental guanyadora del premi DOC.España, a la Semana Internacional de Cine de Valladolid (SEMINCI). El film s'endinsa a la regió de l'Empordà, i amb una mirada poètica ens mostra el dia a dia d'unes persones que habiten aquest territori ventós al nord de Catalunya. Una dona gran i el seu besnet, un pastor que passa bona part del temps acompanyant el seu ramat d'ovelles i una noia que es dedica al cultiu de la poma, tots aquests personatges es troben en diferents moments de la vida, però transiten una realitat quotidiana compartida, que fa visible un patrimoni cultural que batega i es preserva a través del llegat entre generacions familiars.[5][6][7]
- 2019 FLUVIUS: projecte audiovisual que capta el fluir d'un riu en el seu fluir fins al mar. L'obra consta d'un film, així com d'una instal·lació expositiva. El nom Fluvià prové de la paraula llatina Fluvius, que significa "fluir".
- 2016 Phantasma: poema audiovisual que experimenta amb la tècnica d'enregistrament sonor binaural.
- 2014 Anima Naturae: projecte audiovisual i museístic guanyador d'una beca Agita 2012. L'exposició recorre des de l'estiu de 2015 els museus de la demarcació de Girona. Guanyador del Premi G! a la categoria de comunicació audiovisual atorgat pel Patronat de Turisme Costa Brava Girona.[8]
- 2012 Després de la pluja: curtmetratge poètic, guanyadora del premi Nanook al millor curtmetratge català al festival internacional de documental Curt.doc 2013.[9]
- 2009 Tomàs Mallol: curtmetratge dedicat al cineasta Tomàs Mallol, guanyador del Festival Internacional de Cine de Girona 2009.[10]
- 2008 Fades: migmetratge documental, emès al programa del Canal 33 Taller.doc[11] i seleccionat al festival de documentals Documentamadrid 2008.[12]
- 2007 Cançó del temps: curtmetratge seleccionat i finalista al Festival Internacional de Cine Amateur UNICA, celebrat a Eslovàquia (Liptovsky Mikulas).[13][14]
- 2006 Cançó del temps i Una tarda més: durant aquest període dirigeix aquests dos curtmetratges, emesos al programa Taller.doc de Televisió de Catalunya[15] i al cicle de cinema Pantalla Oberta, organitzat pel Museu del Cinema-Col·lecció Tomàs Mallol de Girona.
- 2005 Intimitat Compartida: direcció del curtmetratge i projecte final de carrera, guanyador del premi Tomàs Mallol al festival internacional de cinema Festicurts 2005.[15]